# گراهام جارویس
گراهام جارویس (انگلیسی: Graham Jarvis؛ ‏ زاده ۲۵ اوت ۱۹۳۰ – درگذشته ۱۶ آوریل ۲۰۰۳) بازیگر اهل کانادا بود.
از فیلم‌ها یا برنامه‌های تلویزیونی که وی در آن نقش داشته است، می‌توان به یک برگ نو، میزری، مردان بحران: سرگذشت هاروی والینجر، آقای مادر، الماس داغ، تازه چه خبر دکتر؟، مایه دردسر و در جستجوی دکتر سئوس اشاره کرد.